# Roller Coaster Track Repair
Roller Coaster Track Repair è l'ottantesimo album in studio del chitarrista statunitense Buckethead, pubblicato il 1º marzo 2014 dalla Hatboxghost Music.

## Il disco
Quarantasettesimo disco appartenente alla serie "Buckethead Pikes", Roller Coaster Track Repair è stato pubblicato in contemporanea a Rainy Days, 46º album appartenente alla medesima serie e contiene due soli brani della durata di circa 15 minuti ciascuno.

## Tracce
Musiche di Buckethead.
1. Room 7 – 15:21
2. Room 12 – 14:45

## Formazione
- Buckethead – chitarra, basso, programmazione